# Anders Lundquist

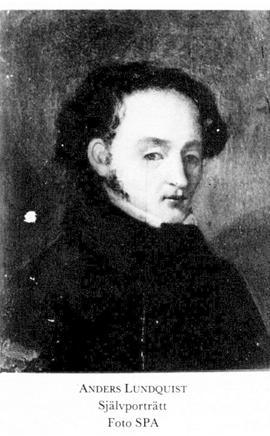
Anders Lundquist (1803–1853), självporträtt.

Anders Lundquist, född 1 juli 1803 i Örebro församling, Örebro län, död 22 oktober 1853 i Hovförsamlingen i Stockholm, var en svensk konstnär och grafiker.
Lundquist studerade vid akademien. Han framträdde tidigt som historiemålare, tecknare och litograf, men fick sin största betydelse som grafiker. Han målade en del figurkompositioner, men är mest känd som en tekniskt framstående litograf. Han blev en av landets mest anlitade porträttlitografer, bland annat för Svenskt Pantheon (1832–1836). Lundquist förestod en livligt besökt ritskola och tjänstgjorde 1836–1848 som teckningslärare för de kungliga barnen.

## Biografi
Anders Lundquist var son till torparen Anders Andersson Bettsfeldt och Kerstin Andersdotter. Den 23 april 1834 gifte han sig i Hovförsamlingen i Stockholm med Anna (Annette) Charlotta Carlsdotter Kellman, född 30 maj 1799 i Kristberg, Östergötland, död 1 april 1854 i Hovförsamlingen i Stockholm. Hon var dotter till stalldrängen Carl Gustafsson och Anna Lisa Jonsdotter.
Enligt Lundquists efterlämnade dagbok växte han upp hos fosterföräldrar i Stockholm och stod under kungligt beskydd. Han ansågs i ungdomen höra till de mest lovande svenska akademieleverna och erhöll sedan han kommit upp i akademins högre skolor en rad belöningar. Hans lärare var då främst professorerna, konstnären Fredric Westin och kopparstickaren Christian Forssell. Forssell var professor i de grafiska teknikerna, framför allt kopparstickets konst. Konsten tycktes emellertid vid den tiden vara i utdöende.
Lundquist kom helt ung till Stockholm, där han särskilt var elev vid Konstakademien i Stockholm från februari 1817. Vid akademien blev han särskilt lärjunge hos Fredric Westin och redan 1818 kunde han uppträda som utställare. Han erhöll åtskilliga belöningar för målningar i tidens smak, men synes aldrig drivit det särdeles långt i denna konstart, eftersom hans färg var tung och föga tilltalande.
År 1834 blev han agreerad elev vid Konstakademien, Före 1887 kunde yngre konstidkare, som inte ansågs mogna att upptas som ledamöter, det vill säga som en agrée, men som verkade i akademiens anda. Anders Lundquist undervisade Oscar I:s barn i teckning åren 1836–1848.
Lundquist innehade även en konstskola i Stockholm. Konstskolan åtnjöt en tid ett visst anseende. Efter akademiåren ägnade sig Anders Lundquist liksom de flesta av Forssells elever till professorns besvikelse åt litografin, som sedan början av 1820-talet trängt undan kopparsticket i Sverige.

## Handkolorerade etsningar i Frithiofs saga

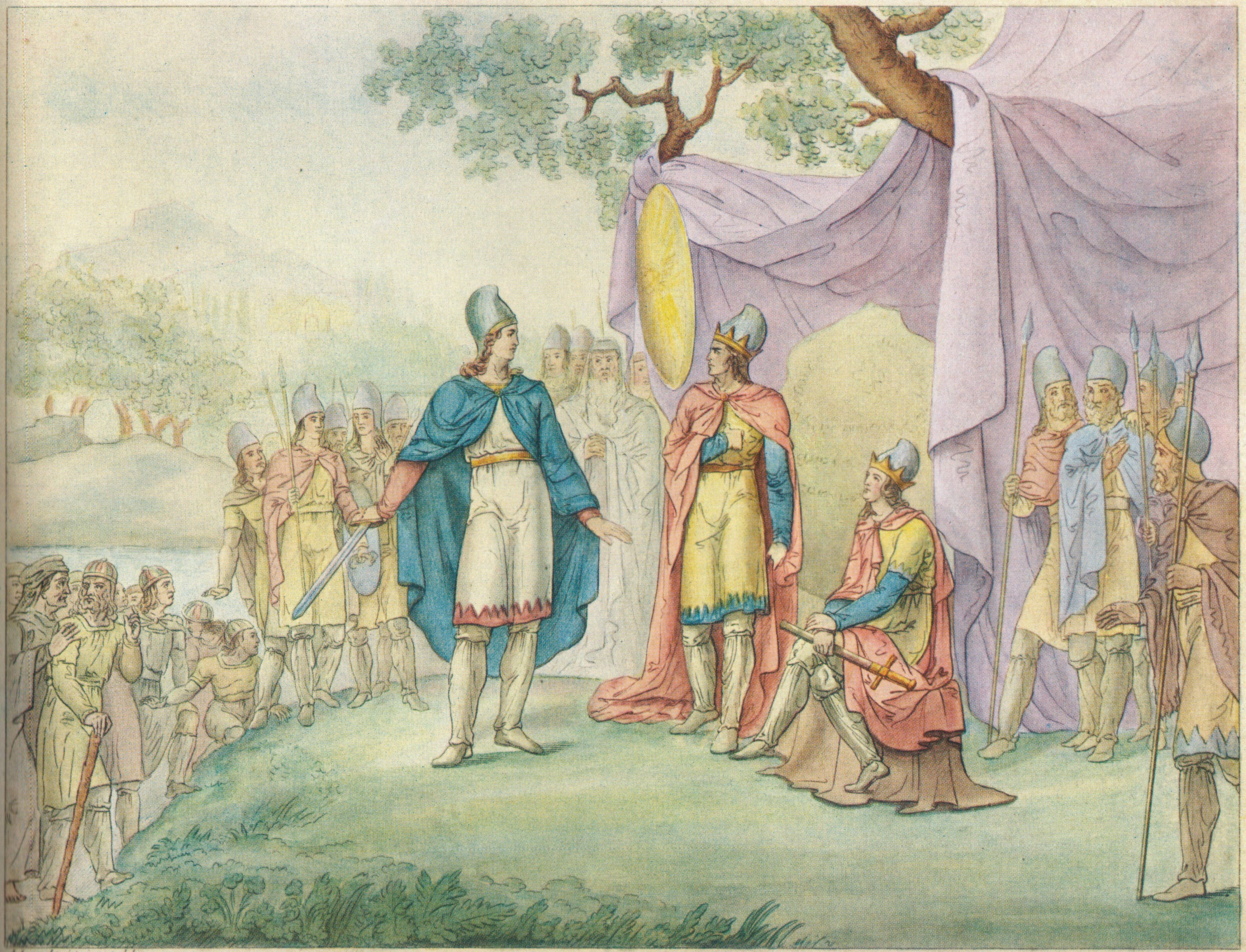
Frithiofs frieri. Handkolorerad etsning från 1820-talet av Anders Lundquist ur tredje upplagan av Esaias Tegnérs Frithiofs saga, som trycktes första gången 1827.

På 1820-talet utförde Anders Lundquist handkolorerade etsningar till diktverket Frithiofs saga av poeten och författaren Esaias Tegnér. Diktverket publicerades första gången i bokform våren 1825. Drygt tio år senare, år 1839, gjorde konstnären och grafikern Johan Zacharias Blackstadius litografier till Tegnérs diktverk Frithiofs saga och ytterligare ett fyrtiotal år senare gavs Frithiofs saga ut 1876 med illustrationer av konstnären August Malmström. Men ännu då Lundquist 1827 illustrerade författaren Esaias Tegnérs diktverk Frithiofs saga, utförde han de fyra bladen som etsningar. De medföljde tidskriften Athenæum, en engelsk litterär tidskrift, som gavs ut åren 1828–1921. Man finner dem ibland också inklistrade i tredje upplagan av diktsamlingen, som utkom 1827. De var någon gång handkolorerade. Man tror, att det var Anders Lundquist själv som färglagt dem.

## Litografier
Efter 1827 övergick Lundquist till att illustrera böcker med litografier. Med 1828, då han utförde några planscher för Fabler af Gyllenborg, började han sin verksamhet som bokillustratör och litograf. Han illustrerade då 4 blad ur Fabler af Gyllenborg författade av poeten, kanslirådet och kammarrådet Gustaf Fredrik Gyllenborg (1731–1808), som trycktes i Stockholm 1828. Dessa Fabler av Gyllenborg kom först ut 1780 och 1783 och nytrycktes därefter 1828.

## Bokillustratör
Anders Lundquists arbeten som bokillustratör och litograf var delvis anonyma. Han illustrerade planscherna i Kalender för barn 1830 och Svenskt Pantheon 1832–1836.
Under hela 1840-talet levererade han ett stort antal litografier till kalendrar och almanackor. 1843 illustrerade Lundquist Oxenstiernas Kadetten med fyra anonyma litografier. Det var kabinettskammarherre, greve Erik Johan Oxenstierna af Korsholm och Wasa (1790–1843), som 1843 gav ut Kadetten eller Carlberg för nära 30 år sedan, den trycktes i Stockholm 1843.
Vidare illustrerade Lundquist författaren Göran Ingelmans almanacksbihang. Ingelman utgav vittra kalendrar, samt särskilt utgivna blad. "Samtliga dessa teckningar är fint "litografierade" och äger ej sällan förtjänster även ur kompositionens synpunkt, men är tomma på verkligt innehåll och lider av ett visst manér i utförandet, som gör dem mindre tilltalande." För planschverket Svenskt Pantheon 1832–1836, som presenterade namnkunniga svenskar, utförde Lundquist de flesta porträttplanscherna. Åren 1839–1843 utförde han 100 litografiska blad, som han gav ut under samlingsnamnet Teckningar till svenska historien.

## Riddarholmskyrkans brand

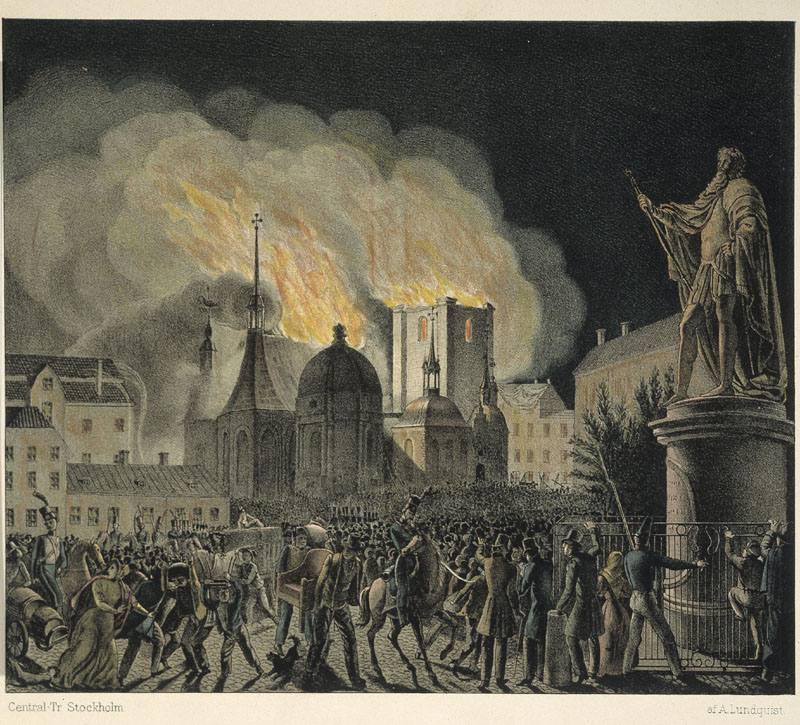
Riddarholmskyrkan brinner 28–29 juli 1835. Kolorerad litografi på papper av Anders Lundquist. Format 220x260 mm.

Lundquist lät även utge enstaka blad under 1830- och 1840-talen. Anders Lundquist gav bland annat ut Riddarholmskyrkans brand 1835 i Stockholm i en kolorerad litografi. Den 28 juli 1835 drabbades Riddarholmskyrkan av en eldsvåda genom ett blixtnedslag i kyrktornet. Den häftiga branden varade i tre hela dagar, 28 juli, 29 juli och 30 juli. Vid branden förstördes det gamla klocktornet och de fem klockorna, de gick inte att rädda. Tornspiran förstördes helt och hela den övre delen av taket brann upp.

## Brännvinsdraken
Anders Lundquist utgav även planschen Brännvinsdraken efter en tysk förebild 1842. Brännvinsdraken var en nykterhetsplansch, som "begagnades till åskådningsmaterial under 1800-talet". "Genom sitt drastiska bildspråk (…) kan planschen betecknas som symbol för den första nykterhetspropagandans avskräckningsmetoder." Det rör sig om en relativt blek färglitografi från 1800-talets förra hälft. Originalet som skulle få en svensk kopia som avläggare, visar sig vara av tyskt(-danskt) ursprung, som härstammar från Schleswig-Holstein, närmare bestämt från Hamburg-Altona, som ju då tillhörde Danmark. Bladet bär dubbla auktorsuppgifter, "J.L Schmidt inv.[-enit] och edidit Altona" samt "Trube del[-ineavit] 1842." Gunnar Jungmarker, filosofie hedersdoktor vid Uppsala universitet, som har forskat om planschen Brännvinsdraken säger: "Detta får tydas så att förläggaren Schmidt var idégivaren, eller förmedlaren av beställarens intentioner, samt stod för en skiss men sedan hade överlåtit tecknandet på sten åt en målare och litograf, som hette J. Trube, som omkring åren 1830-1840 arbetade i C.F. Fuchs litografiska tryckeri i Hamburg".
Vidare säger Gunnar Jungmarker: "Denna svenska kopia från den tyska förebilden är anonym, men som upphovsman har av gammalt konstnären Anders Lundquist utpekats. Detta visade sig vara riktigt. I hans efterlämnade papper, självbiografiska anteckningar och kassaböcker, som har hamnat på Kungliga biblioteket kan man inhämta att han utförde sitt arbete redan under hösten 1843, alltså året efter förlagans tillkomst, vidare att beställaren var den kände koppar- och litografitryckaren A.M. Spong samt att Lundquist under följande år också stod för akvarelleringsarbetet." A.M. Spong hade 1835 tillsammans med litografen Johan Cardon startat ett litografiskt tryckeri i Stockholm, firma Spong & Cardon, där man införde de moderna litografimetoder, som Cardon lärt sig i Tyskland och Frankrike. Johan Cardon hade liksom Anders Lundquist varit elev för kopparstickaren Christian Forssell i Stockholm.
Några ytterligare litografier som Lundquist gav ut var Svea tröstad av Hoppet med anledning av Karl XIV Johans död och Oscar I:s tronbestigning den 8 mars 1844 samt (Moder) Svea och Nore sörjande vid prinsens urna med anledning av prins Gustafs död 24 september 1852. Lundquist är representerad vid bland annat Nationalmuseum och Norrköpings konstmuseum.